# Narcís Margall Tauler
Narcís Margall Tauler (Malgrat de Mar, 7 de març de 1948) és un exjugador de bàsquet català.
Prové d'una saga de germans basquetbolistes. Ell i els seus germans Enric i Josep Maria van jugar molts anys al Joventut de Badalona, i van ser més de 100 vegades internacionals amb la selecció espanyola. A diferències d'ells, Narcís no va arribar a vestir la casaca vermella d'Espanya a causa de la gran competència que tenia en el seu lloc amb jugadors com Wayne Brabender, José Luis Sagi Vela o Nino Buscató, entre d'altres.
Als 14 anys s'inicià al juvenil del SPR Malgrat, arribant a jugar al primer equip l'any següent. En la temporada 1965-66 fitxa pel Joventut de Badalona, amb el qual jugà fins al 1975, i on guanyaria una Lliga i una Copa del Generalíssim. Després jugaria a la Unió Esportiva Recreativa Pineda de Mar, de la primera divisió estatal. Posteriorment fitxà pel Club Bàsquet Granollers, equip amb el qual jugà fins al 1979. També va jugar a la UE Mataró, on es va retirar de la pràctica activa del bàsquet amb 31 anys, club en el que també exercí com a entrenador (1985-91).